# Myrceugenia leptospermoides
Myrceugenia leptospermoides conocido comúnmente como macolla, murtilla del malo o chequen; es un árbol endémico de Chile perteneciente a la familia de las Mirtáceas.  

## Descripción
Es un arbusto perennifolio, que alcanza un tamaño de 0,5-2 m de altura, ramitas densamente pubescentes
cuando jóvenes. Las hojas son de 4-15 x 1,5-3 mm, oblongas a lineares, ápice obtuso, base obtusa o aguda, color gris-verdoso pálido o café-verdoso en el haz, a menudo amarillo-verdosas y más claras en el envés. Pedúnculos de 2-8 mm de largo, con una sola flor, solitarios en las axilas de las hojas. Fruto rojizo de 4-5 mm de diámetro, globoso, púrpura; con maduración entre julio y agosto.

## Distribución y hábitat
Es un arbusto endémico de una pequeña área costera desde la Región de Ñuble hasta la Región de la Araucanía, donde es posible encontrarlo en hábitats húmedos o brumosos. A menudo, crece  asociado al sotobosque cercano a ríos y lagos o dentro de laderas húmedas forestadas, desde el nivel del mar hasta los 300 m.

## Taxonomía
Myrceugenia leptospermoides fue descrita por (DC.) Kausel y publicado en Revista Argent. Agron. 9: 52. 1942
Etimología
Myrceugenia: nombre genérico que deriva de la fusión de los nombres de los géneros Myrcia y Eugenia.
leptospermoides: epíteto
Sinonimia
- Eugenia leptospermoides DC.
- Eugenia leptospermoides var. latifolia O.Berg
- Eugenia leptospermoides var. longifolia O.Berg
- Eugenia leptospermoides var. microphylla O.Berg
- Eugenia thymifolia Phil. ex Reiche
- Luma leptospermoides (DC.) Burret
- Myrtus brachyphylla Kunze ex O.Berg[4]